# 649 Josefa
649 Josefa је астероид главног астероидног појаса са средњом удаљеношћу од Сунца која износи 2,546 астрономских јединица (АЈ).
Апсолутна магнитуда астероида је 12,4 а геометријски албедо 0,050.